# Винарський Валерій Абрамович
Валерій Абрамович Винарський (5 січня 1939, Київ — 28 лютого 2024, Київ ) — український поет-пісняр, бард, письменник, диригент хору, журналіст, інженер-будівельник, «символ Андріївського узвозу».

## Життєпис
Отримав три вищі освіти: інженер-будівельник, інженер-землевпорядник та диригент хору. Крім цього навчався в Музичному училищі імені Глієра.
Грав на гітарі. Свою першу пісню під назвою «Дівчинка з собачкою» написав у віці 13 років. Всі свої пісні писав на власні вірші. Заснував низку музичних колективів. Є батьком вуличного музиканта Олексія Красногора.
Брав участь у шоу «Розсміши коміка».
Книжку власних віршів «Обман/Брехня: Миниатюры» випустив у жанрі «парної поезії» – переклад віршів з одної мови на іншу. Коментував свій задум як «з двох різних логічних сторін, двома різними мовами – до однієї думки».
Помер на 86-му році життя в Києві 28 лютого 2024 року.

## Родина

Син, Олексій Красногор — вуличний музикант. Київ. Україна.

- Дружина, з якою прожив за 50 років[4]
- Син, Олексій Красногор (нар. 1968) — вуличний музикант на прізвисько "Сквозняк", аранжувальник пісень батька[4]
- Дочка, живе в Англії[4]
- Учениця Аліса[4]

## Вибрані твори
Поеми
- Анна
- Елена

Вірші
- Ад и рай
- Алкоголь и наркотики
- Анекдоты
- Белла
- Бес в ребро
- Библия
- Я и бог
- Брак и мрак
- Вечность и бессмертие
- Глупость и мудрость
- Два мира
- Добро и зло
- Дорога